# Bovinní virová diarrhea

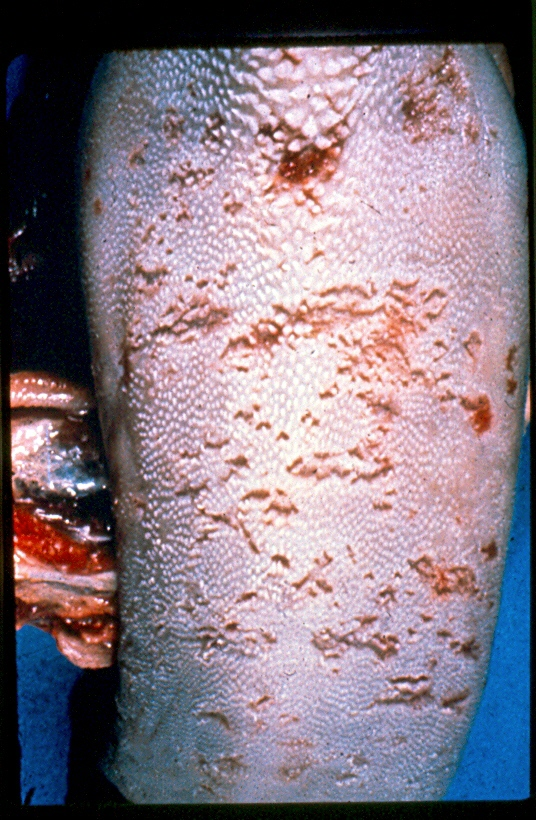
Krváceniny na jazyku skotu při slizniční chorobě

Bovinní virová diarea (zkratka BVD, označuje se též jako BVD-MD = Bovine virus diarrhoea-Mucosal disease) je infekční virové onemocnění skotu, ale i dalších zejména volně žijících přežvýkavců. Onemocnění je přítomno na všech světadílech a probíhá většinou enzooticky a subklinicky. Původcem je RNA virus z čeledi Flaviviridae. Projevuje se průjmem, potraty, porody telat se sníženou životaschopností. Zhoubná forma nemoci, jež se označuje jako slizniční choroba skotu, charakterizovaná četnými erozemi na sliznicích dutiny ústní, zákalem rohovky, krvavým průjmem a úhynem i dospělého skotu je v současnosti již velmi vzácná. Terapie se neprovádí.

## Průběh nemoci
Zdrojem nemoci je primárně nakažené zvíře, sekundárně pak prostředí. Inkubační doba činí 2-14 dní, průběh nemoci je akutní až chronický. Zkratky BVD a MD v názvu nemoci znamenají:
- BVD - deprese, horečka, hypersalivace, hlenohnisavý výtok z nosu a očí, průjem s krví a útržky sliznic, erozena mulci a sliznici dutiny ústní, u mláďat imunodeficience, potraty
- MD - jsou zde výraznější změny na sliznici dut. ústní než u BDV + zákal rohovky

### Nositel viru
Pokud zvíře onemocní BVD, pak do 3 týdnů organismus zareaguje a viru se zbaví. V těle zvířete zůstanou jen protilátky po prodělané nemoci, ale žádný virus. Tato zvířata jsou pro své okolí jen dočasně infekční. Zvíře však také může být celoživotním (perzistentním) nosičem viru BVD, ale žádné protilátky nemá a klinicky nikdy neonemocní. Tato zvířata jsou nejvíce nebezpečná pro celé stádo. Tito bacilonosiči jsou největším problémem při ozdravování stád. Rozlišit oba typy nositelů viru můžeme tak, že uděláme dvě virologická vyšetření v rozmezí 3 týdnů. Pokud jsou obě pozitivní, jedná se o perzistentní infekci. Pokud je první pozitivní a druhé negativní, jedná se o dočasně infekčního jedince.
Díky existenci zvířat šířících virus se nedoporučuje nechat ozdravená stáda bez vakcinace. Zavlečení BVD do chovu se nedá zabránit (negativní test nemá 100% validitu). Šíření BVD v chovu bez protilátek je rychlé (dny), ale následné ozdravení je zdlouhavé (roky).

## Léčba
Léčba je pouze symptomatická, výplach dutiny ústní - desinfekční a adstringenční, při horečce antipyretika, obstipantia, dieta, infuze, antibiotikum.
Základem boje proti BVD je vakcinace. Vakcinace je ten nejlevnější boj proti BVD. Nejčastěji jsou vakcinována telata polyvalentními vakcínami (multivalent MLV vaccines) proti BRD, které obsahují i antigeny BVD (společně s IBR, BRSV, PI3 plus dalším). Základní vakcinační schéma je primovakcinace ve 3 a 4 měsících stáří plus každoroční "booster" vakcinace. Ideální je vakcinovat krávy během stání na sucho (2 měsíce před porodem), což zajistí kolostrální protilátky pro tele, nemůže se nakazit.
Provakcinování moderních chovů proti BRD (tedy i BVD, IBR, BRSV, PI3) se blíží 100 %.

## Zdravotní zkoušky
Při přesunech či prodejích mladého skotu se vyžadují zkoušky na BVD.
1. Virologie: Průkaz viru je základní zdravotní zkouška proti BVD (virologické vyšetření krve). Provádí se dvojím způsobem: PCR (prokazuje část DNA viru) nebo Antigen ELISA (prokazuje se přítomnost virového antigenu pomocí protilátek v činidlu testu). Problém virologie spočívá v senzitivitě (zachytí jen část nemocných jedinců).
2. Sérologie: Průkaz protilátek v krvi (Antibody ELISA). Problém s průkazem protilátek spočívá v tom, že nelze rozlišit postvakcinační protilátky od protilátek po prodělané nemoci. U telat do 6 měsíců stáří mohou být protilátky kolostrální (tele je dostane v mlezivu, v krvi vydrží až do půl roku stáří). Navíc existují bacilonosiči, kteří nemají protilátky, ale jsou nositeli viru.

Paradoxně negativní sérologický test mohou mít největší šiřitelé BVD. Pozitivní sérologický test mají jedinci odolní proti BVD (v imunitě), kteří vir šířit nemohou.
Státy, kde se plošně vakcinuje proti BRD (USA, Austrálie, mnoho státu EU) zdravotní zkoušky na BVD nedělají. Vyžadují povinnou vakcinaci celých stád.